# Mini orquídea

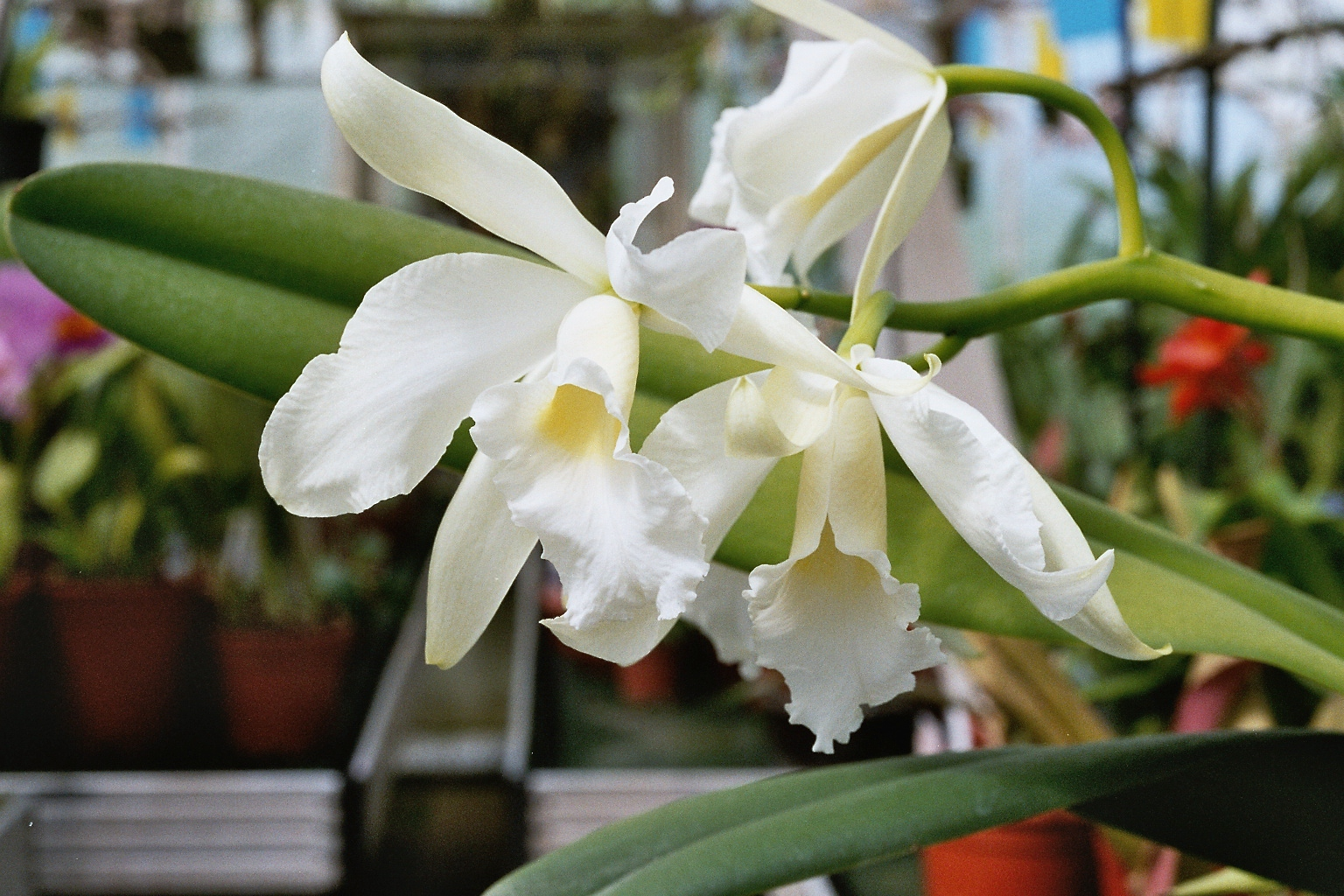
Laelia purpurata.

Mini orquídea também conhecidas como Micro orquídea são orquídeas que se diferenciam pelo tamanho da planta (entre 5 mm a 40 cm) e tamanho da flor (5 mm a 5 cm).
Esta classificação não segue critérios científicos. Este tipo de identificação foi criado e passou a ser utilizado por orquidicultores que começaram a diferenciar as orquídeas por seu tamanho.

## Relação de algumas espécies

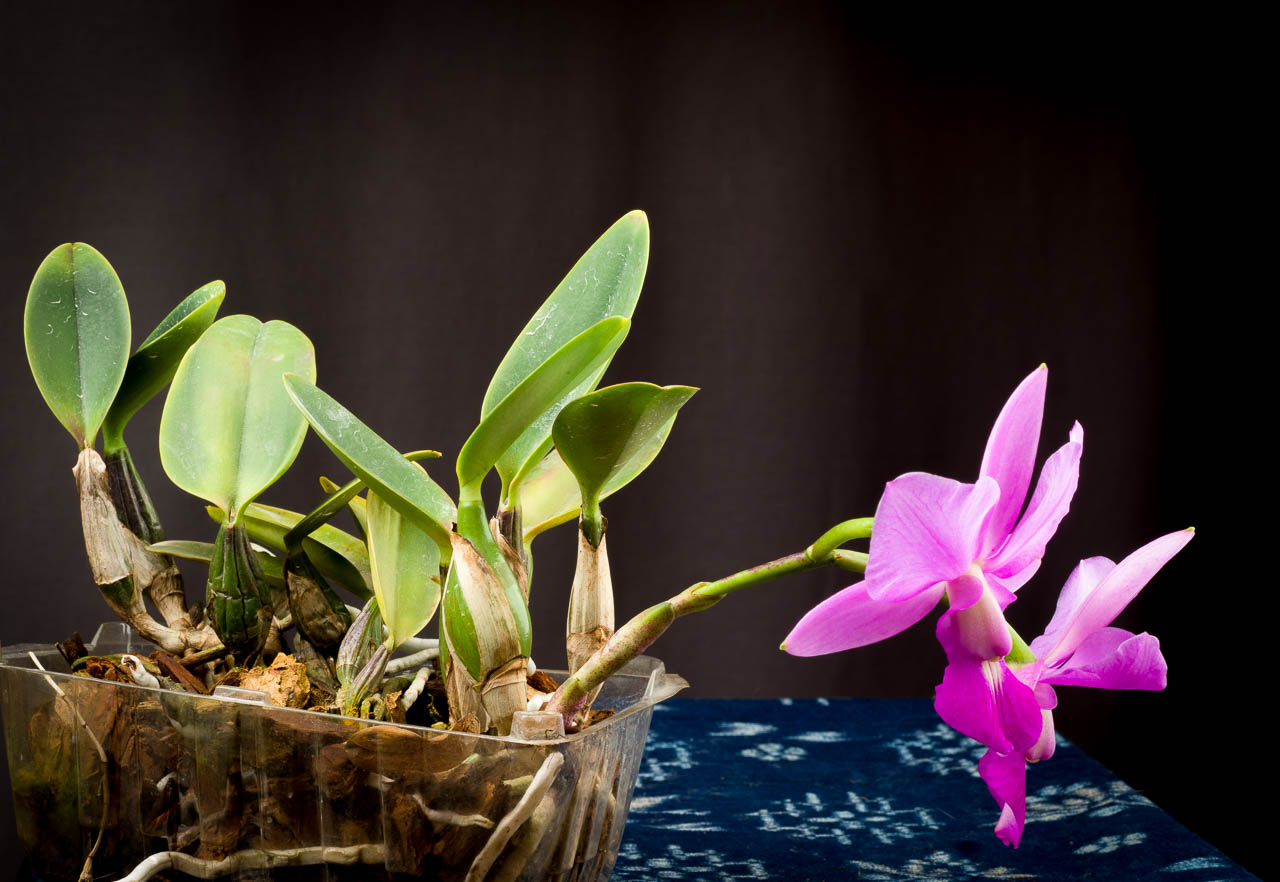
Cattleya walkeriana.